# 德國釀酒公司列表
這是德國釀造公司的列表。啤酒是德國文化的重要部分。多年來，德國啤酒的釀造遵循 啤酒純釀法 法令，只允許使用大麥、酵母、啤酒花以及清水釀造啤酒。該法令還要求不完全使用大麥麥芽(如小麥啤酒)的啤酒必須經過上層發酵。
自1993年以來，啤酒生產一直受《德國臨時啤酒法》所控管。該法允許從最終產品中完全或至少盡可能地去除大部分的成分(僅在上層發酵啤酒中)和添加物。

## 德國釀酒公司

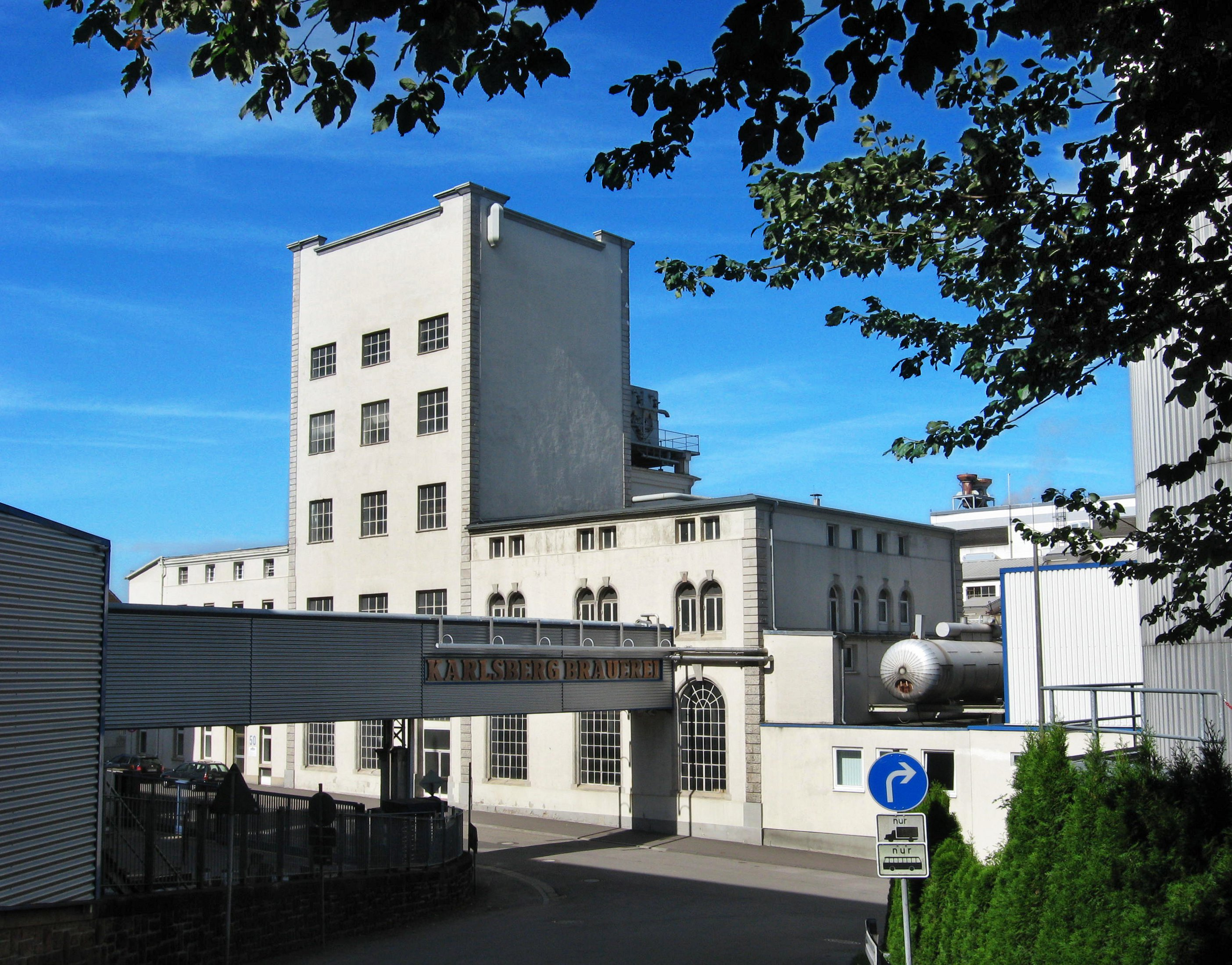
位於 Karlsbergstraße 街上 Karlsberg 啤酒廠舊廠區的外觀

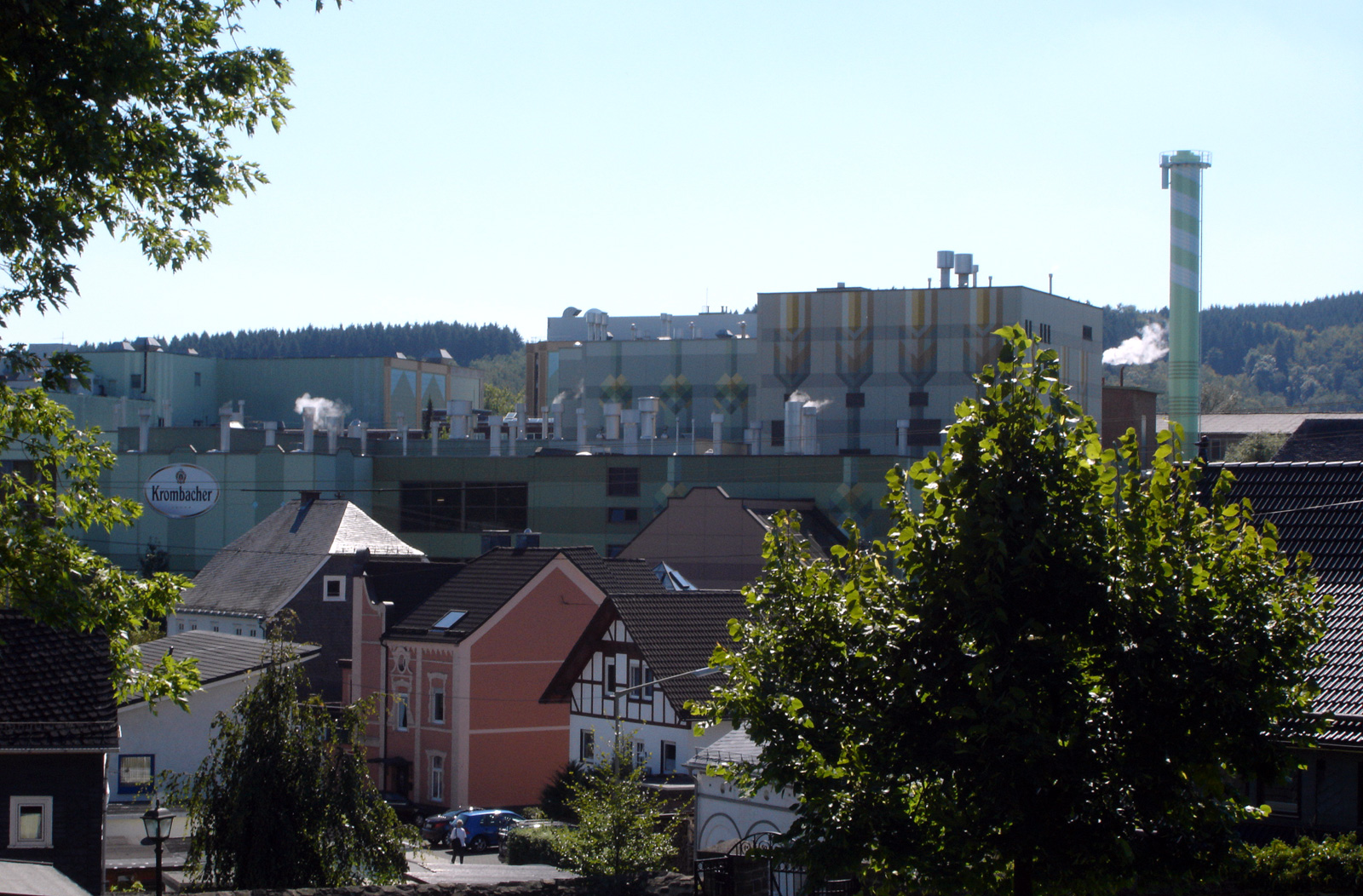
科隆巴赫

- Augustiner Bräu（英语：Augustiner Bräu）
- Aktienbrauerei Kaufbeuren（英语：Aktienbrauerei Kaufbeuren）
- Ayinger Brewery（英语：Ayinger Brewery）
- Bavaria – St. Pauli Brewery（英语：Bavaria – St. Pauli Brewery）
- 貝克啤酒
- Bitburger Brewery（英语：Bitburger Brewery）
- Brau Holding International（英语：Brau Holding International）
- Brauerei Clemens Härle（德语）
- Brauerei Paderborner（英语：Brauerei Paderborner）
- Bürgerliches Brauhaus（英语：Bürgerliches Brauhaus）
- Cölner Hofbräu Früh（英语：Cölner Hofbräu Früh）
- Diebels（英语：Diebels）
- Dinkelacker（英语：Dinkelacker）
- Dortmunder Actien Brauerei（英语：Dortmunder Actien Brauerei）
- Edelweißbrauerei Farny（德语）
- Eichbaum（英语：Eichbaum）
- Einbecker Brewery（英语：Einbecker Brewery）
- Erdinger（英语：Erdinger）
- Ernst Barre Private Brewery（英语：Ernst Barre Private Brewery）
- Familienbrauerei Bauhöfer（英语：Familienbrauerei Bauhöfer）
- Flensburger Brauerei（英语：Flensburger Brauerei）
- G. Schneider & Sohn（英语：G. Schneider & Sohn）
- Gaffel Becker & Co（英语：Gaffel Becker & Co）
- Ganter Brewery（英语：Ganter Brewery）
- Gröninger（英语：Gröninger）
- Hacker-Pschorr Brewery（英语：Hacker-Pschorr Brewery）
- Hasseröder（英语：Hasseröder）
- Heinrich Reissdorf（英语：Heinrich Reissdorf）
- Henninger Brewery（英语：Henninger Brewery）
- Herforder Brauerei（德语）
- Herrenhäuser Brewery（英语：Herrenhäuser Brewery）
- 國營宮廷啤酒廠
- Holsten Brewery（英语：Holsten Brewery）
- Janssen and Bechly Brewery（英语：Janssen and Bechly Brewery）
- Jever Brewery（英语：Jever Brewery）
- Karlsberg (brewery)（英语：Karlsberg）
- Klosterbrauerei Andechs（英语：Klosterbrauerei Andechs）
- König Brauerei（英语：König Brauerei）
- König Ludwig Schlossbrauerei（英语：König Ludwig Schlossbrauerei）
- 科隆巴赫
- Köstritzer（英语：Köstritzer）
- Krombacher Brauerei（英语：Krombacher Brauerei）
- Kulmbacher Brewery（英语：Kulmbacher Brewery）
- Licher Privatbrauerei（英语：Licher Privatbrauerei）
- Löwenbräu（英语：Löwenbräu）
- Maisel Brau Bamberg（英语：Maisel Brau Bamberg）
- Meckatzer Löwenbräu（德语）
- Neuzeller Kloster Brewery（英语：Neuzeller Kloster Brewery）
- Oettinger Beer（英语：Oettinger Beer）
- 寶萊納
- Pinkus Müller（英语：Pinkus Müller）
- Privatbrauerei Bischoff (Winnweiler)（德语）
- Privatbrauerei Hofmühl（英语：Privatbrauerei Hofmühl）
- Radeberger Brewery（英语：Radeberger Brewery）
- Rothaus（英语：Rothaus）
- Schwaben Bräu（英语：Schwaben Bräu）
- Spaten-Franziskaner-Bräu（英语：Spaten-Franziskaner-Bräu）
- St. Erhard (beer)（英语：St. Erhard）
- Stauder（德语）
- Sternburg（英语：Sternburg）
- Stuttgarter Hofbräu（英语：Stuttgarter Hofbräu）
- Tucher Bräu（英语：Tucher Bräu）
- Veltins（英语：Veltins）
- Warsteiner（英语：Warsteiner）
- Weihenstephaner（英语：Weihenstephaner）
- Wernesgrüner（英语：Wernesgrüner）

## 最畅销品牌

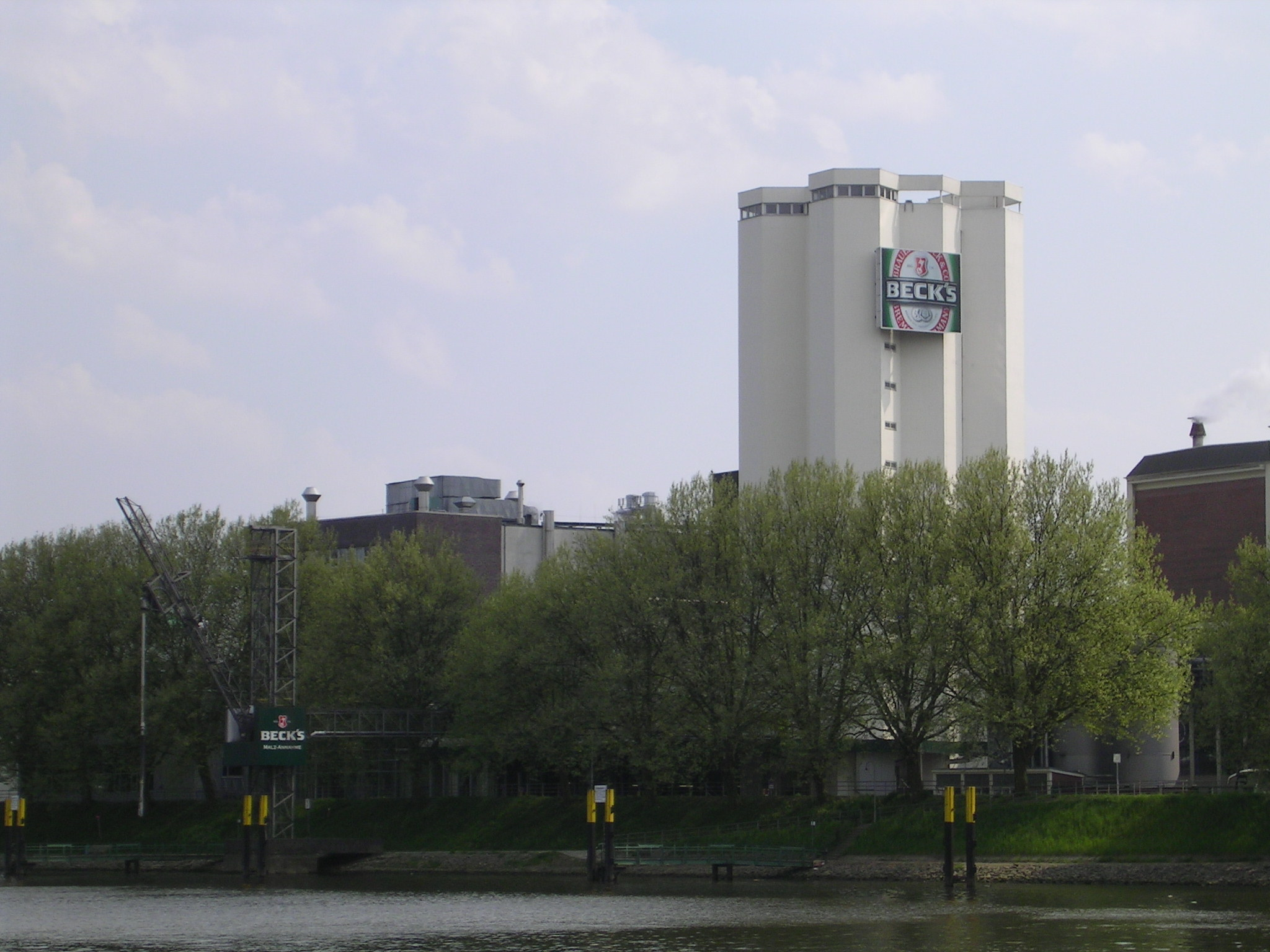
位於德國不來梅的貝克啤酒廠

| 啤酒廠         | 2012產量 (百萬公石) | 地點         |
| -------------- | ------------------- | ------------ |
| Oettinger Beer | 5.89                | 厄廷根       |
| 科隆巴赫       | 5.46                | 克羅伊茨塔爾 |
| Bitburger      | 4.07                | 比特堡       |
| 貝克啤酒       | 2.78                | 不來梅       |
| Warsteiner     | 2.77                | 瓦爾施泰因   |
| Hasseröder     | 2.75                | 維尼格羅德   |
| Veltins        | 2.72                | 梅舍德       |
| 寶萊納         | 2.30                | 慕尼黑       |
| Radeberger     | 1.91                | 拉德貝格     |
| Erdinger       | 1.72                | 艾丁         |

## 外部連結
- 维基共享资源上的相關多媒體資源：德國釀酒公司列表
- 维基共享资源上的相關多媒體資源：德國釀酒公司列表